# Thelypteris loretensis
Thelypteris loretensis är en kärrbräkenväxtart som beskrevs av Alan Reid Smith. Thelypteris loretensis ingår i släktet Thelypteris och familjen Thelypteridaceae. Inga underarter finns listade.